# ピアノ四重奏曲 変ロ長調 (サン＝サーンス)

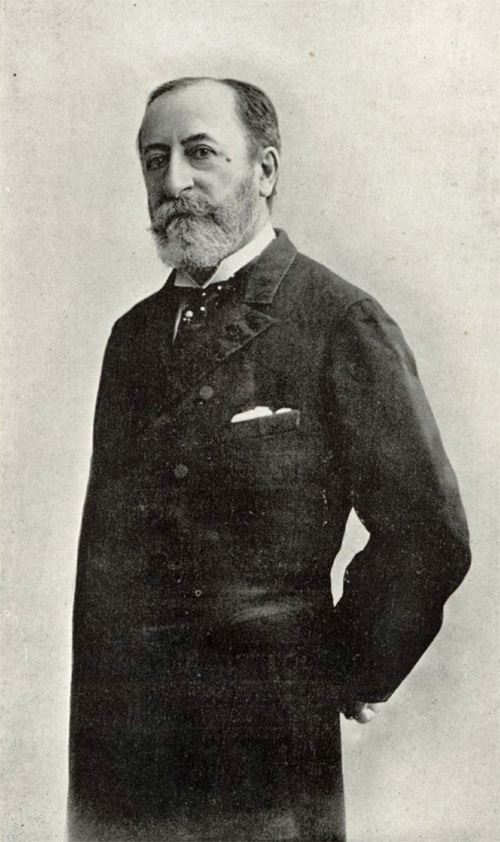
1880年頃のサン＝サーンス

ピアノ四重奏曲 変ロ長調（ピアノしじゅうそうきょく へんロちょうちょう）作品41 は、カミーユ・サン＝サーンスが1875年2月に作曲したピアノ四重奏曲。ピアノ四重奏曲第2番とも呼ばれることのある本作は、ジュール・フーコーへ献呈され、1875年3月6日にパリで初演された。この作品はサン＝サーンスの知られざる傑作と呼ばれ、ピアノ四重奏の重要なレパートリーとなっている。

## 概要
本作の20年以上前にサン＝サーンスはピアノ四重奏曲 ホ長調を作曲しているが、その作品は1992年まで未出版のままとなっていた。2月に変ロ長調のピアノ四重奏曲が書かれた1875年には多様な出来事があり、マリー＝ロール・トリュフォとの結婚と長男アンドレの誕生、作曲ではオラトリオ『ノアの洪水』とピアノ協奏曲第4番が生み出され、『死の舞踏』が初演された。
本作はジュール・フーコーへ献呈され、1875年3月6日にサル・プレイエルで初演された。作曲者自身のピアノ、パブロ・デ・サラサーテのヴァイオリン、オペラ座の奏者であったアルフレ・トゥルバンのヴィオラ、レオン・ジャカールのチェロであった。オーギュスト・オルンによるピアノ連弾への編曲が1877年に、ジュール・グリセによる2台ピアノへの編曲が1910年に行われている。
ジェレミー・ニコラスは本作について、七重奏曲とヴァイオリンソナタ第1番と並んで傑作でありながらも比較的低い知名度に甘んじていると述べている。曲は循環形式を用いて構成されている。本作は今日ではピアノ四重奏曲の標準的レパートリーとなっている。

## 楽曲構成

### 第1楽章
Allegretto 4/4拍子 変ロ長調
ソナタ形式。第1楽章はピアノの奏でる和音に対して弦楽器が応答する形で幕を開ける（譜例1）。これは続いて楽器の役割を入れ替えて反復される。
譜例1
経過を経た後、ピアノが細かい音で伴奏する中でヴァイオリンから第2主題が提示される（譜例2）。この旋律はチェロへと歌い継がれていく。
譜例2
落ち着いて提示部を終えると譜例1から展開が始まる。譜例2の展開を挟んで譜例1の取り扱いに戻ると、譜例1の前打音を含む部分のみがピアノに残されてそのまま再現部となる。経過句が置かれ、全楽器に受け渡されながら譜例2が再現されていく。最後は再び譜例1の前打音の音型を残し、勢いを減じて結びとなる。

### 第2楽章
Andante maestoso ma con moto 4/4拍子 ト短調
自由な形式を取る。冒頭からピアノが動きのある譜例3の音型を示す。まるで完全に礼儀を失したようであると評されている。
譜例3
ピアノが依然として譜例3の音型を刻み続ける中、弦楽器がユニゾンで譜例4を提示する。この主題はコラール風の趣を纏っている。
譜例4
このやり取りが、ピアノと弦楽器で役割を交代して繰り返される。続いて、急速な上昇音階を呼び水にフガートが開始される。フガートの主題は譜例3に由来している。そのまま展開して高揚し、改めて譜例4が弦楽器で斉奏される。音量を落として2つの主題を用いて進んだところでフガートの音型が入り、間もなく譜例3と譜例4が堂々と再現されて終了する。

### 第3楽章
Poco allegro più tosto moderato 6/8拍子 ニ短調
ロンド形式のスケルツォ。この楽章は創意に満たされている。まずヴィオラとピアノによるメンデルスゾーン風の楽想に開始する（譜例5）。
譜例5
同じ主題を奏しながらアレグロ・ノン・トロッポとなって加速し、ピアノが華麗なアルペッジョで装飾する。しばらく進行すると、ヴァイオリンによるカデンツァが差し挟まれる。カデンツァ明けにはアレグロへと速度を上げ、再び譜例5が弾き始められる。やがて2/4拍子に拍子を変え、新しい楽想が登場する（譜例6）。
譜例6
今度はピアノのカデンツァが挿入され、その終わりにはモルト・アレグロへと加速する。譜例5が急速に奏されていき、ついにプレストを経てプレスティッシモに達すると、弱音を保ったまま最後の音符までを駆け抜ける。

### 第4楽章
Allegro 2/2拍子 ニ短調
幻想曲のような楽章となっている。先行楽章の主題の多くが再登場し、本作が循環形式を採っていることが明らかにされる。まず精力的な主題で開始する（譜例7）。
譜例7
譜例7の音型を用いて進んでいき、やがてヴァイオリンに経過的な主題が現れる。間を置かずに今度はヴァイオリンを皮切りに、落ち着いた雰囲気の中で譜例8がヴィオラ、チェロと順次受け継がれて歌われていく。譜例7とは対照的に抒情的なこの旋律は、調性的には曖昧である。
譜例8
次第に勢いが回復して譜例7の再現となる。そのまましばらく発展するが、再び音量を抑えて譜例8が出される。今回はそのまま第2楽章の譜例4へと接続され、第1楽章で聞かれた前打音の音型による応答が入る。対位法的な処理をして譜例7の楽想へ戻っていき、一層華麗に主題を奏する。また、先ほど同様に譜例4が静かに登場し、第3楽章に出ていた譜例6のようなフレーズを聞きながら進んで音を減らしてく。4/4拍子、変ロ長調に転じ、譜例1の主題がピアノのアルペッジョを伴って回想される。さらに譜例2がこれに後続する。譜例4と譜例2を用いたフガートとなり、最後は同じ調性のまま譜例7と譜例4によるコーダを経て華やかに全曲の幕を下ろす。